# Lázaro Cárdenas kommun, Michoacán de Ocampo
Lázaro Cárdenas är en kommun i Mexiko.   Den ligger i delstaten Michoacán de Ocampo, i den södra delen av landet, 400 km sydväst om huvudstaden Mexico City. Arean är 1 160 kvadratkilometer.
Terrängen i Lázaro Cárdenas är varierad.
Följande samhällen finns i Lázaro Cárdenas:
- Lázaro Cárdenas
- Guacamayas
- La Orilla
- Buenos Aires
- Puente de la Vía
- Chuquiapan
- Colonia Movimiento Urbano Popular
- San Rafael del Reino
- Colonia Ferrocarrileros
- San Blas
- Las Peñas
- Los Llanos del Bejuco
- Colonia la Antorcha
- El Carrizalillo
- El Tahuazal
- Brisamar
- Nexpa